# キャンディ (2006年の映画)
『キャンディ』（Candy）は、2006年のオーストラリア映画。
ルーク・デイヴィスの小説『キャンディ』を映画化。第56回ベルリン国際映画祭及び香港国際映画祭で上映。
日本では映倫によりR-15指定とされている。

## ストーリー
家族から見放されている作家志望のダンは厳格な母親に怯える画家志望のキャンディと出会い、恋に落ちる。ダンがヘロイン常用者だったことからキャンディもドラッグに溺れ始める。

## キャスト
- ダン：ヒース・レジャー
- キャンディ：アビー・コーニッシュ
- キャスパー：ジェフリー・ラッシュ
- ワイアット氏：トニー・マーティン
- ワイアット夫人：ノニ・ハズルハースト
- シューマン：トム・バッジ
- ジョージ：ロベルト・ミザ・モント

## 主な受賞
- オーストラリア映画批評家サークル賞：主演女優賞、助演男優賞
- オーストラリア映画協会賞；脚色賞
- オーストラリア脚本家協会賞：脚色賞